# صباغ ثلاثي أريل الميثان
أصبغة ثلاثي أريل الميثان هي مركبات عضوية مصطنعة، وتحوي جميعها في بنيتها الكيميائية على وحدة ثلاثي فينيل الميثان.
تتميز هذه المركبات بألوانها الشديدة، وهي مستخدمة على نطاق واسع في مجال الصباغة.

## التصنيف
تصنف أصبغة ثلاثي أريل الميثان إلى عائلات وفقاً حسب طبيعة المستبدلات على مجموعة الأريل البنزينية.
من الأمثلة على هذه العائلات كل من:
بنفسجي الميثيل
تحوي هذه العائلة على قاسم مشترك وهو مجموعات من ثنائي ميثيل الأمين في الموقع بارا بالنسبة لمجموعة الأريل؛
وتتضمن مثلاً مركبات بنفسجي الميثيل 2B و 6B و 10B.

بنفسجي الميثيل
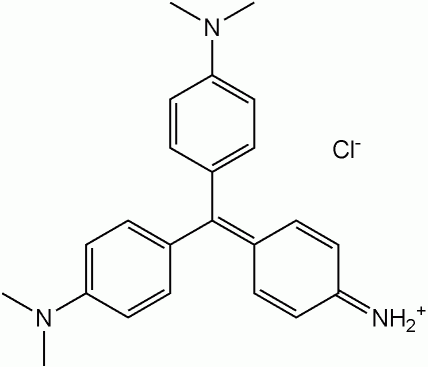
بنفسجي الميثيل 2B
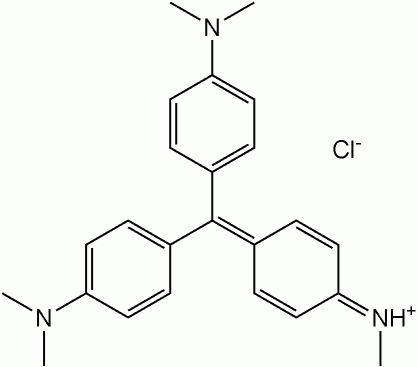
بنفسجي الميثيل 6B
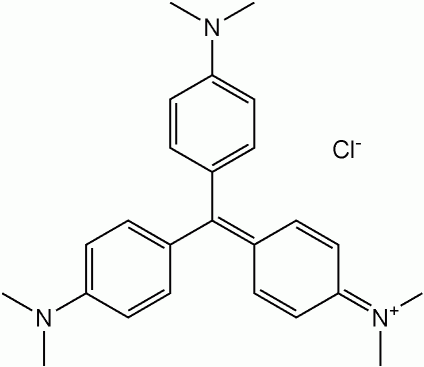
بنفسجي الميثيل 10B (بنفسجي بلوري)

أصبغة الفوشين
تحوي هذه العائلة على قاسم مشترك وهو وجود مجموعة أمين أولي أو ثانوي في الموقع بارا على كل مجموعة أريل؛ وتتضمن مثلاً كل من باراروزأنيلين وفوشين وفوشين جديد وحمض الفوشين.

أصبغة الفوشين
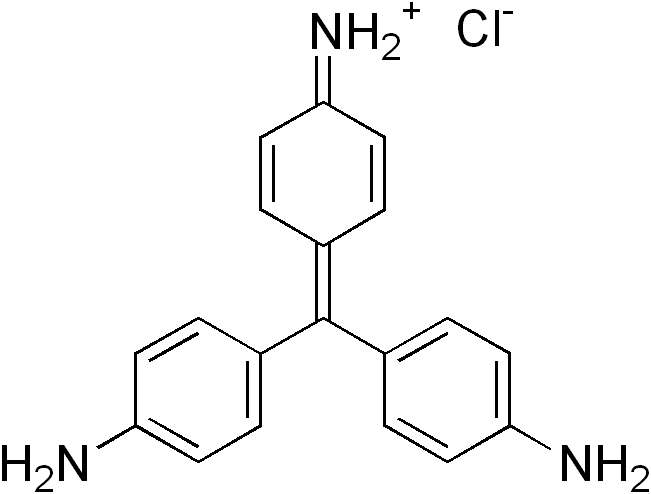
باراروزأنيلين
فوشين (ملح هيدروكلوريد)
فوشين جديد (كلوريد)
حمض الفوشين

أصبغة الفينول
تحوي هذه العائلة على قاسم مشترك وهو وجود مجموعة هيدروكسيل في الموقع بارا، وذلك في مجموعتي أريل على الأقل. من الأمثلة على أصبغة هذه العائلة كل من فينول فثالين وأحمر الفينول وأحمر كلوروفينول وأحمر كريسول وأرجواني بروموكريسول وأخضر بروموكريسول.

أصبغة الفينول
فينول فثالين
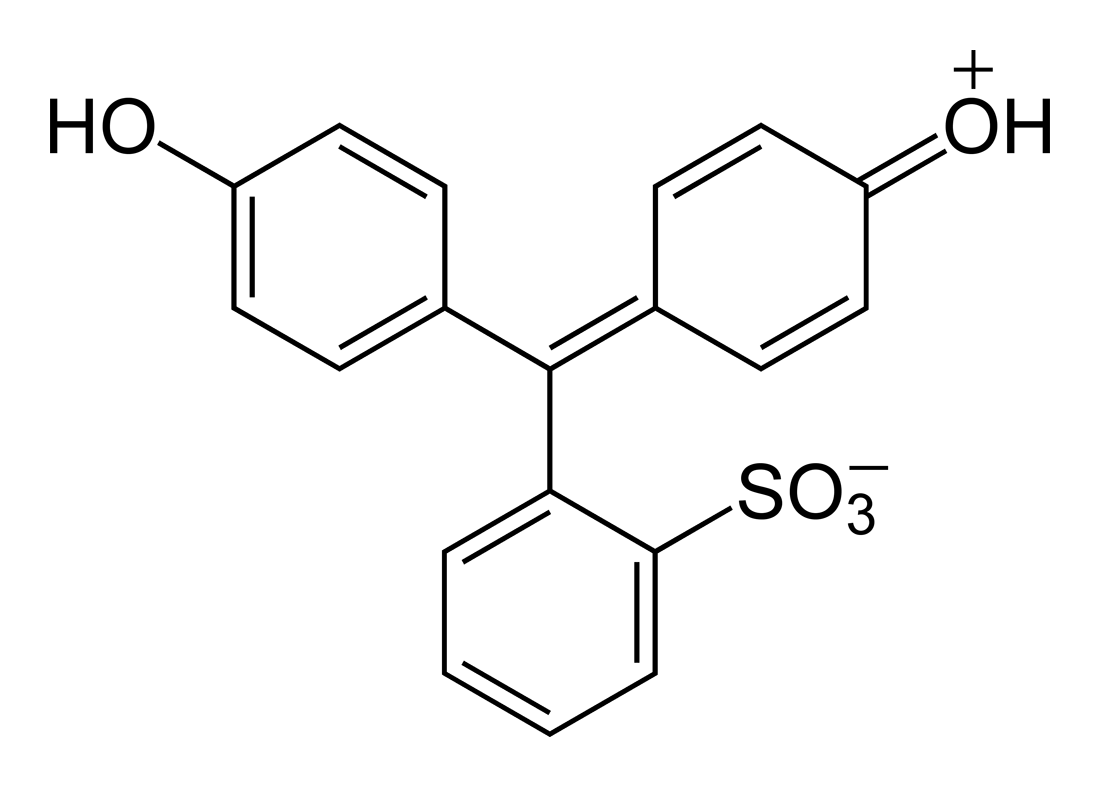
أحمر الفينول
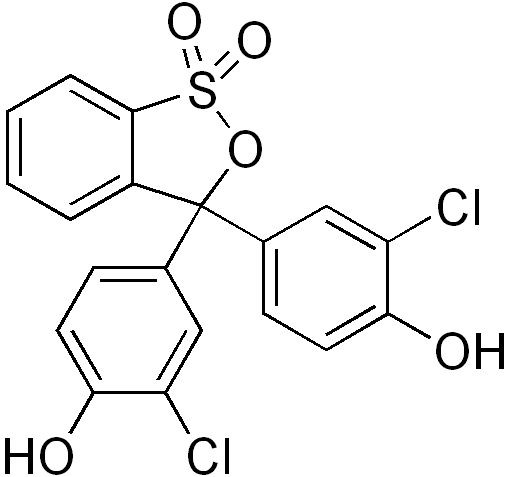
أحمر كلوروفينول
أحمر كريسول
أرجواني بروموكريسول
أخضر بروموكريسول

من الأمثلة أيضاً على أصبغة ثلاثي أريل الميثان كل من عائلات أصبغة أخضر المالاكيت وأصبغة أخضر فكتوريا، بالإضافة غلى أصبغة الزانثينات.